# Ladybrand
Ladybrand è un centro abitato del Sudafrica, situato nella provincia del Free State.